# Villiers-Adam
Villiers-Adam é uma comuna francesa na região administrativa da Ilha de França, no departamento do Vale do Oise. Estende-se por uma área de 9.82 km². Em 2010 a comuna tinha 872 habitantes (densidade: 88,8 hab./km²).